# Весёлый (Целинский район)
Весёлый — хутор в Целинском районе Ростовской области.
Входит в состав Кировского сельского поселения.

## География
На хуторе имеется одна улица — Весёлая.

## Население
| 2010 |
| ---- |
| 78   |